# تاليا فاولر
تاليا فاولر (بالإنجليزية: Talia Fowler)‏ هي راقصة أسترالية، ولدت في 11 يونيو 1990 في بريزبان في أستراليا.

## وصلات خارجية
- تاليا فاولر على موقع IMDb (الإنجليزية)